# Grant Feely
Grant Feely (ur. 15 października 2011 w Brunswick) – amerykański aktor dziecięcy, znany przede wszystkim z roli młodego Luke’a Skywalkera w miniserialu platformy Disney+ pt. Obi-Wan Kenobi, a także z występów w filmach Pięć koszmarnych nocy i Gunner.

## Życiorys
Grant Feely urodził się 15 października 2011 roku w Brunswick w stanie Georgia. Dorastał w Birmingham w stanie Alabama z rodzicami i dwoma starszymi braćmi.
Zaczął interesować się aktorstwem w wieku siedmiu lat po obejrzeniu materiału za kulisami serialu Stranger Things, który wskazywał jako bezpośrednią inspirację do spróbowania sił przed kamerą. Początkowo angażował się w mniejsze projekty, a w wolnym czasie pisał krótkie scenariusze i kręcił własne filmiki z udziałem przyjaciół. Szczególnie interesował się horrorami. Wkrótce rozpoczął kurs aktorski pod okiem trenerki Meg Deusner. Jednym z pierwszych projektów, w których wziął udział, był występ w teledysku do utworu In the End Stephena DeFrancesco.
Jego przełomową rolą był występ w serialu Obi-Wan Kenobi, w którym wcielił się w młodego Luke’a Skywalkera. Stał się tym samym pierwszym aktorem, który zagrał tę postać w wieku dziecięcym, ale nie niemowlęcym. Mark Hamill, pierwszy odtwórca roli Luke’a Skywalkera, publicznie okazał wsparcie, publikując w mediach społecznościowych wpisy z hasztagiem #TheForceIsWithFeely.

## Filmografia

### Filmy
| Rok  | Film                  | Rola                           |
| ---- | --------------------- | ------------------------------ |
| 2024 | Gunner                | Luke                           |
| 2023 | Pięć koszmarnych nocy | Duch dziecka (blond chłopczyk) |

### Seriale
| Rok  | Serial                                | Rola                                                         |
| ---- | ------------------------------------- | ------------------------------------------------------------ |
| 2024 | Chicago P.D.                          | Paul Ballas (1 odcinek, Blood Bleeds Blue)                   |
| 2022 | Echa                                  | Młody Jack                                                   |
| 2022 | Obi-Wan Kenobi                        | Luke Skywalker                                               |
| 2022 | Panhandle. Kryminalne zagadki Florydy | Młody Bell Prescott (1 odcinek, Sex, Lies and Ponce de Leon) |
| 2021 | Creepshow                             | Timmy (1 odcinek, segment Time Out)                          |